# 디스이즈잇레코즈의 음반
이 문서는 디스이즈잇레코즈에서 발매한 음반 목록이다.

## 2010년대
- 2016년 6월 1일 러반 - [Digital Single] Intoluvan
- 2016년 10월 21일 러반 - [Digital Single] Keep It Goin`On
- 2017년 1월 26일 러반 - [Digital Single] oi
- 2017년 3월 2일 주희 - Psychotherapy
- 2017년 5월 25일 주희 - [Digital Single] 수고한 날들에게,건배!
- 2017년 11월 11일 주희 - [Digital Single] 이제 그만 안녕이야
- 2018년 8월 8일 백찬 - [Digital Single] Dive In
- 2019년 1월 28일 주희 - 일단 뜨겁게 청소하라 OST Part.10[1]

## 2020년대
- 2020년 4월 12일 백찬 - BAEKCHAN 01